# Biserica Sfinții Trei Ierarhi din Bistrița

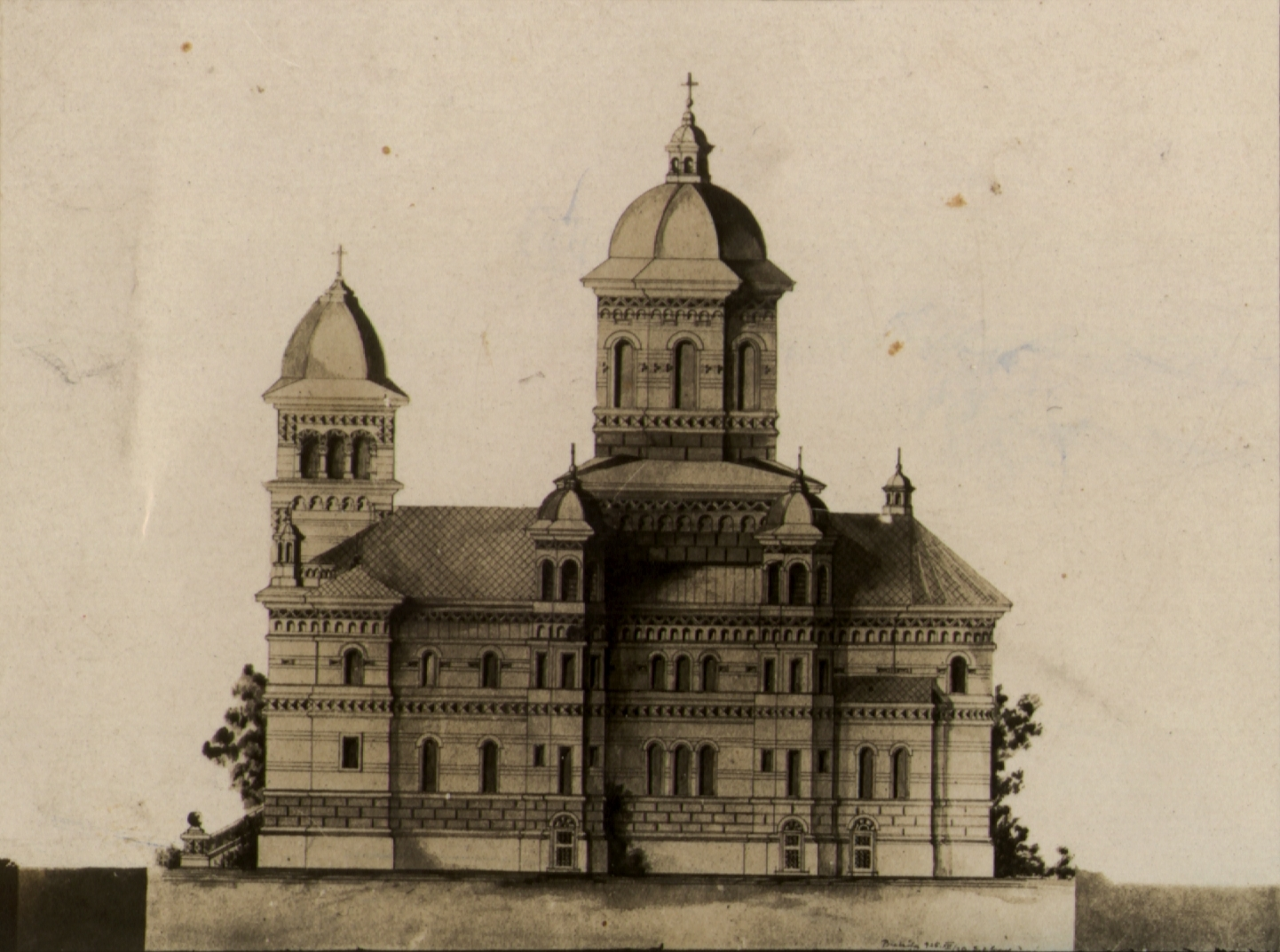

Biserica Ortodoxă „Sfinții Trei Ierarhi” este un lăcaș de cult din Bistrița. Clădirea a fost ridicată pe strada Alexandru Odobescu între anii 1927-1938.
Piatra de temelie a bisericii a fost pusă în anul 1927, iar primul său slujitor a fost protopopul Grigore Pletosu.
În anul 1948, odată cu interzicerea Bisericii Române Unite, Biserica Ortodoxă Română a ocupat mănăstirea minorită, pe care a transformat-o în biserică protopopială. Biserica „Sfinții Trei Ierarhi” este de atunci simplă biserică parohială.

## Galerie de imagini

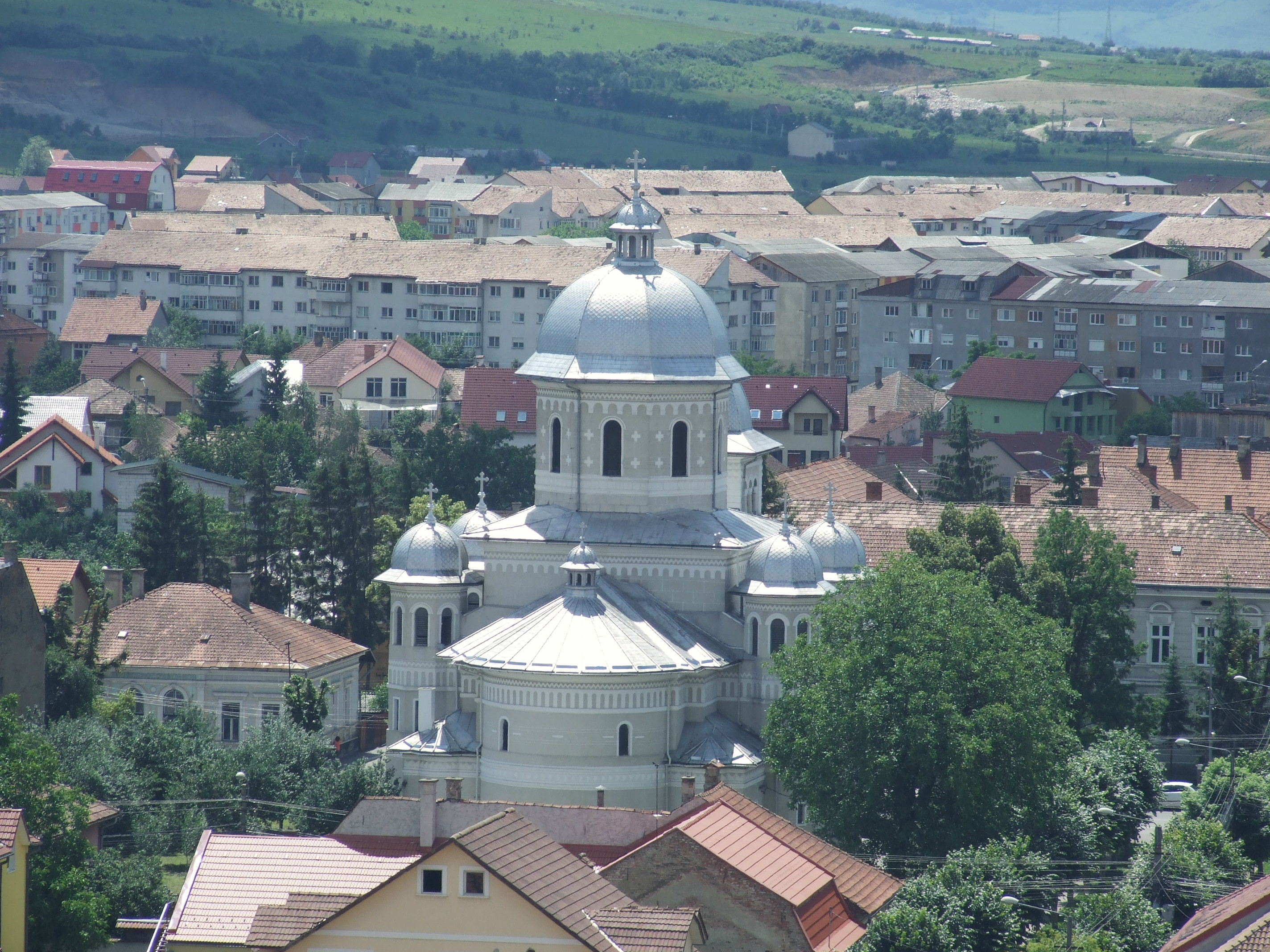